# Tailor
Pour plus de détails, voir Fiche technique et Distribution.
Tailor (en grec moderne : Ράφτης, Ráftis) est un film grec réalisé par Sonia Liza Kenterman, sorti en 2020.

## Synopsis
Nikos, un tailleur, voit son père tomber malade et la banque le menace de saisir sa boutique.

## Fiche technique
- Titre : Tailor
- Titre original : Ράφτης (Ráftis)
- Réalisation : Sonia Liza Kenterman
- Scénario : Sonia Liza Kenterman et Tracy Sunderland
- Musique : Nikos Kypourgos
- Photographie : Giorgos Mihelis
- Montage : Dimitris Peponis
- Production : Melanie Andernach, Ioanna Bolomyti, Tanja Georgieva et Isabelle Truc
- Société de production : Argonauts, Elemag Pictures, Made In Germany Filmproduktion, Iota Production, Atalante Film, Ekome et ERT
- Pays :  Grèce,  Allemagne et  Belgique
- Genre : Comédie dramatique
- Durée : 100 minutes
- Dates de sortie : 
  -  Grèce : 15 novembre 2020 (Festival international du film de Thessalonique), 3 juin 2021

## Distribution
- Dimitris Imellos : Nikos
- Tamilla Koulieva : Olga
- Thanasis Papageorgiou : Thanasis
- Stathis Stamoulakatos : Kostas
- Daphne Michopoulou : Victoria
- Samuel Akinola : Francis
- Georgia Alexopoulou : Kiki
- Panagiota Bimpli : Christina
- Giorgos Biniaris : Vyron

## Distinctions
Le film pour trois Prix du cinéma hellénique et en a gagné deux : meilleurs costumes et meilleurs décors.